# Glen Keane
Glen Keane (Filadélfia, 13 de abril de 1954) é um animador, autor e ilustrador dos Estados Unidos. Ele trabalhou na animação de diversos longas da Walt Disney Animation Studios, como A Pequena Sereia, Aladdin, A Bela e a Fera, Pocahontas, Tarzan e Enrolados. 
Em 2017, Keane dirigiu Dear Basketball, vencedor do Oscar de Melhor Curta de Animação em 2018. . 

## Biografia
Glen Keane nasceu na Filadélfia, Pensilvânia e cresceu em Paradise Valley, Arizona. Ele é filho de Bil Keane e Thelma Keane.
O interesse de Glen por arte surgiu a partir da observação do trabalho do pai, o cartunista Bil Keane, quem sempre o incentivou a desenhar, com referências do livro Dynamic Anatomy de Burne Hogarth. 

## Carreira
Em 1974, logo após terminar seus estudos na California Institute of the Arts, Keane entrou para a Disney. Seu primeiro trabalho no estúdio foi animando os personagens Bernando e Penny, de Bernardo e Bianca.
Em 1983, Keane saiu da Disney como contratado e passou a trabalhar como artista autônomo. Durante esse tempo, trabalhou no personagem Ratigan do filme As Peripécias do Ratinho Detetive. Depois, ele voltou para a Disney e trabalhou em alguns personagens de Oliver e sua Turma. Após alcançar a posição de animador de personagem principal, Keane se tornou responsável por animar os personagens mais memoráveis da chamada Era de Renascimento da Disney. 
Ele idealizou e animou a personagem Ariel do filme A Pequena Sereia, assim como a águia Marahute no filme The Rescuers Down Under. Keane também trabalhou nos famosos filmes Tarzan, A Bela e a Fera e Pocahontas..
Glen é um dos artistas mais notáveis a apresentar afantasia. Ele é um artista respeitado por seu talento quanto a expressão aos movimentos, admirado por animadores e fãs de animação em todo mundo. Em 2013, Keane foi reconhecido como um dos Disney Legends.
Depois de 38 anos como funcionário na Disney, ele se desligou da empresa em 2012 para fundar o seu próprio estúdio de animação, a Glen Keane Studios, para explorar as áreas de animação, design e filme. 
Em 2020, Glen estreou como diretor da animação Over the Moon, da Netflix Animation e escrita por Audrey Wells. O filme conta a história de uma menina chamada Fei Fei que constrói um foguete e voa até a lua para conhecer uma lendária deusa da lua.
Atualmente, Keane também dá aulas e palestras de animação em 2D, algumas das quais disponíveis online através do YouTube.

## Filmografia
| Ano  | Título                         | Créditos                                                                                | Notas                                         |
| ---- | ------------------------------ | --------------------------------------------------------------------------------------- | --------------------------------------------- |
| 1973 | My Favorite Martians           | Artista de layout                                                                       |                                               |
| 1973 | Star Trek: The Animated Series | Artista de layout                                                                       |                                               |
| 1973 | Lassie's Rescue Rangers        | Artista de layout                                                                       |                                               |
| 1973 | Mission: Magic!                | Artista de layout                                                                       |                                               |
| 1977 | The Rescuers                   | Animador de personagem do Bernardo, da Bianca e de Penny                                |                                               |
| 1977 | Meu Amigo o Dragão             | Animador de personagem do dragão Elliot                                                 |                                               |
| 1979 | A Family Circus Christmas      | Animador e designer de personagens                                                      | Curta animado                                 |
| 1981 | The Fox and the Hound          | Supervisor de animação dos personagens Tod, Copper, a mãe de Tod, entre outros          |                                               |
| 1983 | O Conto de Natal do Mickey     | Animador                                                                                | Curta animado                                 |
| 1986 | The Great Mouse Detective      | Supervisor de animação do personagem Ratigan                                            |                                               |
| 1986 | The Chipmunk Adventure         | Animador e artista de storyboard                                                        |                                               |
| 1988 | Oliver e Seus Companheiros     | Designer de personagens e supervisor de animação                                        |                                               |
| 1989 | A Pequena Sereia               | Designer da Ariel e supervisor de animação                                              |                                               |
| 1990 | The Rescuers Down Under        | Designer de Marahute, artista de storyboard, artista visual, supervisor de animação     |                                               |
| 1991 | A Bela e a Fera                | Supervisor de animação da Fera                                                          |                                               |
| 1992 | Aladdin                        | Supervisor de animação do Aladdin                                                       |                                               |
| 1995 | Pocahontas                     | História, supervisor de animação da Pocahontas, artista visual, designer de personagens |                                               |
| 1999 | Tarzan                         | História, supervisor de animação do Tarzan                                              |                                               |
| 2002 | Planeta do Tesouro             | Supervisor de animação do capitão Long John Silver                                      |                                               |
| 2003 | Mickey's PhilharMagic          | Animador da Ariel                                                                       | Curta animado para atração do Disneyland      |
| 2008 | Bolt                           | Agradecimentos especiais                                                                |                                               |
| 2010 | Enrolados                      | Produtor executivo, designer e supervisor de animação da Rapunzel                       |                                               |
| 2011 | Adam and Dog                   |                                                                                         | Curta animado                                 |
| 2012 | Paperman                       | Designer da Meg                                                                         | Curta animado                                 |
| 2012 | Wreck-It Ralph                 | Artista visual                                                                          |                                               |
| 2014 | Duet                           | Diretor e animador                                                                      | Curta animado                                 |
| 2016 | Invasion!                      | Agradecimentos especiais                                                                |                                               |
| 2017 | Dear Basketball                | Diretor e animador                                                                      | Vencedor do Oscar de Melhor Curta de Animação |
| 2020 | Over the Moon                  | Diretor, produtor executivo, designer de personagens, artista de storyboard, dublador   | Estreia como diretor de um longa metragem     |

## Vida pessoal
Em 1975, Keane casou-se com Linda Hesselroth. Ele teve dois filhos, a ilustradora Claire Keane e o também animador Max Keane.